# USB dead drop

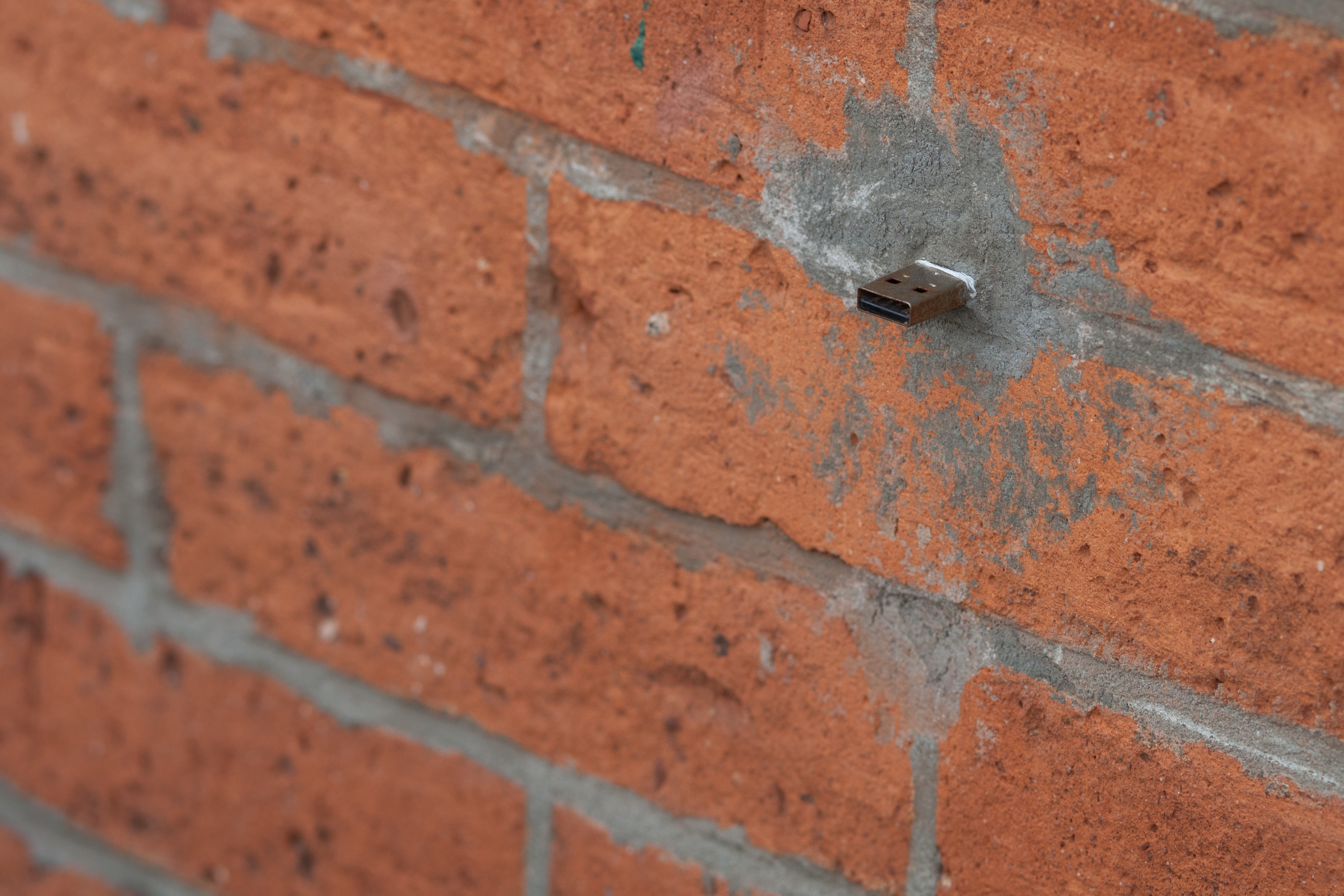
Um dos USB dead drops de Aram Bartholl instalado em Brooklyn, NY

Um USB dead drop é um pen drive instalado num espaço público. Por exemplo, um pen drive USB pode ser montado num muro de tijolos preso ao lugar com concreto de secagem rápida. O nome vem do método do método ''dead drop'' de comunicação da espionagem. Os aparelhos podem ser considerados como uma rede P2P anônima e offline.
Uma rede de dispositivos de USB dead drop foi iniciada em 2010 em Nova Iorque pelo artista baseado em Berlim Aram Bartholl, membro do coletivo nova-iorquino de arte e tecnologia Fat lab  Um sistema similar, o 'deadSwap'', operava na Alemanha desde 2009.
Membros do público são convidados a deixarem ou encontrarem arquivos num dead drop diretamente, conectando seus laptops no pen drive colocado na parede para compartilharem arquivos e dados. É possível usar smartphones e tables usando adaptador USB on the go. 
Cada dead drop é vazio exceto por dois arquivos: deaddrops-manifesto.txt, e um arquivo readme.txt  explicando o projeto.

## Prós e contras

### Prós
- Oportunidade de praticar ''Datalove'' (palavra inventada pela Telecomix)
- Compartilhar arquivos secretamente com outra pessoa
- Compartilhamento P2P sem qualquer conexão wi-fi.
- Se conecta a uma rede offline sem qualquer conexão a internet ou endereço IP.
- Promove uma rede de mensagens e transferência de arquivos off the grid.

### Contras
Pontos publicamente e privadamente disponíveis dão a qualquer um a capacidade de salvar e transferir dados anonimamente e sem custos. Tais redes offlines são vulneráveis aos seguintes tipos de ameaças:
- Um dead drop falso pode ser adaptado para danificar eletricamente qualquer equipamento ligado a ele, e ou constituir um risco de saúde e segurança para potenciais usuários. Por exemplo, pode conter um dispositivo "USB Killer", proposto por um hacker conhecido como Dark Purple, que eleva a tensão de alimentação, de 5V para 100V, e reinjeta nas linhas de dados, destruindo o chip de interface USB do equipamento conectado. Este risco pode ser diminuído utilizando-se um adaptador de isolação galvânica, que permite a troca de dados enquanto separa fisicamente os dois circuitos. No entanto, dispositivos de isolação para USB são pouco comuns.
- Destruição de dados: qualquer um pode apagar todos os dados por deleção ou formatação, ou encriptando todos os dados e escondendo a chave (ransomware).
- Malware: qualquer um pode intencionalmente ou sem intenção guardar malwares que podem infectar outros usuários com cavalos de tróia, keyloggers ou firmwares proprietários.
- Vandalismo por destruição física: qualquer um pode atentar contra a instalação utilizando ferramentas mecânicas ou força bruta. O próprio dead drop pode ser considerado vandalismo em relação a construção, e ser retirado por causa disto.
- Espalhamento indesejável: qualquer um pode revelar a localização do dead drop publicando coordenadas e indicando quem são os usuários.
- Demolição: o próprio local do dead drop pode estar sujeito a demolição pelos proprietários e/ou poder público.

Estes contras, especialmente o primeiro item, criam um grave risco de uso para o dead drop USB, tanto maior em locais mais susceptíveis a vandalismo. Uma forma de atenuar o problema é instalá-lo num local semipúblico, onde não esteja sujeito a destruição física, nem à substituição do dispositivo dead drop legítimo por algum outro dispositivo destinado a causar danos. Mas mesmo instalado num local semipúblico, os riscos de software (segundo e terceiro item) ou de ameaça à informação (penúltimo item) continuam a existir.

## Em torno do USB dead drop
Em 2013, o website instructables publicou um texto e vídeo sobre como fazer um USB dead drop na natureza.

## Compartilhamento sem fio
Seguindo este conceito, dead drops wi-fi estão sendo criadas. A PirateBox, desenvolvida em 2011, é a mais conhecida.